# أبو جعفر الهندواني
محمد بن عبد الله بن محمد بن عمر، البلخي، الهِندُوَاني (300 هـ–362 هـ). يُلقَّب بـ أبو حنيفة الصغير، ويُكنَّى بـ أبي جعفر الفقيه. حدث وسمع ببلخ وبلاد ما وراء النهر.

## نسبه
يُنسب الإمام أبو جعفر محمد بن عبد الله بن محمد بن عمر إلى هندوان، وهي محلة ببلخ يُقال لها باب هندوان، ينزل فيها الجواري والغِلمان الذين يُجلبون من الهند. وفيها لغتان؛ كسر الهاء، وضمّها.
كما يُنسب أبو جعفر الهندواني إلى بلخ، حيث يُقال له "البلخي". وبلخ مدينة من مدُن خراسان.

## شيوخه
- محمد بن عقيل البلخي[1]
- أبو بكر الدرغاني[1][2]
- علي بن أحمد الفارسي[4]
- إسحاق بن عبد الرحمن القاري الكندي[4]
- محمد بن أحمد، أبو بكر الإسكاف

## تلاميذه
- أبو الليث السمرقندي[8]
- يوسف بن منصور بن إبراهيم السياري[8]
- جعفر بن محمد بن حمدان الفقيه[4]
- أبو إسحاق إبراهيم بن مسلم بن محمد بن محمد البخاري[4]
- أبو عبد اللَّه طاهر بن محمد الحدادي[4]
- أبو القاسم أحمد بن حمزة الصفَّار (أحمد بن عصمة)[4]
- طاهر بن أحمد بن عبد الرشيد البخاري
- أحمد بن محمد الإشتيخني
- أبو أحمد، محمد بن جعفر بن محمد بن عصمة الكاجري
- إسماعيل بن محمد بن عمرو الجويباري

## مؤلفاته
- شرح أدب القاضي لأبي يوسف[9]
- الفوائد الفقهية[9]
- كشف الغوامض في فروع الفقه[10]

## وفاته
مات في بخارى، في ذي الحجة سنة 362 هجرية، وهو ابن 62 عامًا. ثم حمل إلى بلخ ودفن فيها يوم الجمعة لخمس -أيام- باقين من ذي الحجة.